# 신주쿠 파크타워
신주쿠 파크타워(일본어: 新宿パークタワー, 영어: Shinjuku Park Tower)는 일본 도쿄도 신주쿠에 있는 마천루이다. 오피스, 호텔, 쇼룸 등 다양한 시설이 있는 복합 시설로 높이 235m, 지상 52층이다.

## 층의 구성
| 층수                           | 용도                       |
| ------------------------------ | -------------------------- |
| 52층~39층                      | 파크 하얏트 도쿄 호텔      |
| 41층                           | 호텔 로비                  |
| 37층~20층, 18층~12층, 10층~9층 | 오피스                     |
| 19층                           | 타이세이 하얏트 하우스     |
| 11층                           | 병원                       |
| 8층                            | NHK 가든                   |
| 7층~3층                        | Living Design Center Ozone |
| 4층~3층                        | 코난 숍 신주쿠             |
| 3층                            | 파크 타워 홀               |
| 1층                            | 로비, 갤러리, 아트 박물관  |
| 지하 1층                       | 몰, 레스토랑               |
| 지하 2층 ~ 지하 5층            | 지하주차장                 |

## 같이 보기
- 일본의 마천루 목록
- 도쿄도의 마천루 목록